# Pierre Bulliard

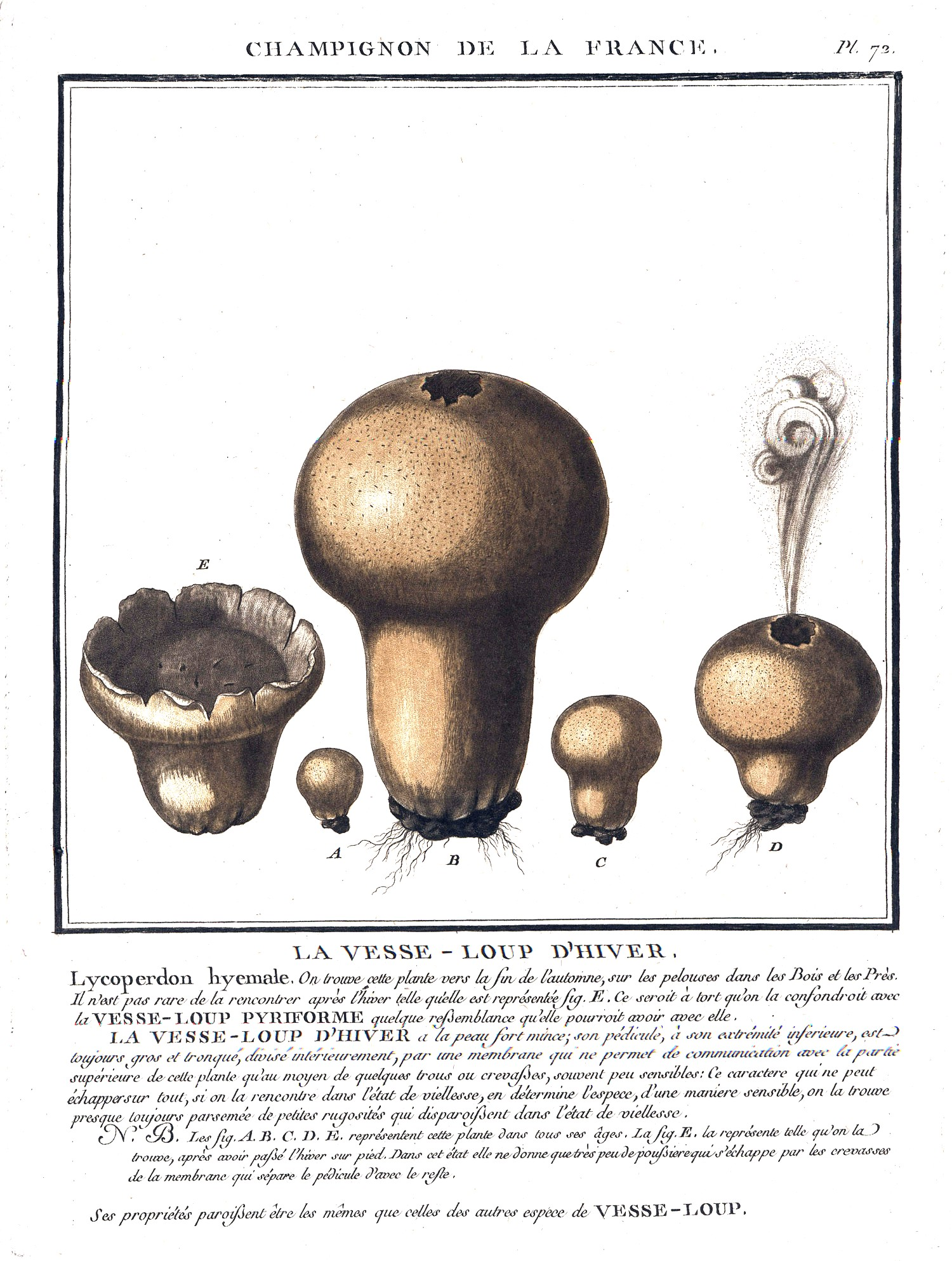
Ilustración de Lycoperdon hyemale, plancha 72, de "Champignon de la France"

Pierre Bulliard (24 de noviembre de 1752, Aubepierre-sur-Aube, Alto Marne - 26 de septiembre de 1793, París), cuyo nombre completo era Jean Baptiste François Pierre Bulliard, fue un médico, botánico y micólogo francés.
Bulliard estudió en Langres, y más tarde en Clairvaux y en París, donde posteriormente ejercería la medicina. Fue tutor del hijo del general Claude Dupin (1686-1769).
Su Dictionnaire Elémentaire de Botanique de 1783, contribuyó a expandir y consolidar la terminología botánica y la taxonomía de Linneo. Fue especialmente importante en el área de la micología, conteniendo descripciones de 393 de los 602 hongos en tablas. Describió especies muy significativas, como el Boletus edulis, el Coprinopsis atramentaria y el venenoso Entoloma sinuatum. También aprendió el oficio de grabador, a través de François Martinet.

## Algunas publicaciones
- 1776-80, Flora Parisiensis, ou Descriptions et figures des plantes qui croissent aux environs de Paris

- 1780-93 Herbier de la France, ou Collection complète des plantes indigènes de ce royaume (en nueve vols. con más de 600 láminas a color). en línea

- 1783 Dictionnaire élémentaire de botanique, ou Exposition par ordre alphabétique des préceptes de la botanique et de tous les termes, tant françois que latins, consacrés à l'étude de cette science

- 1784 Histoire des plantes vénéneuses et suspectes de la France (en cinco vols. y más de doscientas planchas)

- 1791-1812 Histoire des champignons de la France, ou Traité élémentaire renfermant dans un ordre méthodique les descriptions et les figures des champignons qui croissent naturellement en France. Completó Étienne Pierre Ventenat (1757-1808)

- 1796 Aviceptologie

## Honores

### Eponimia
Género
- (Crassulaceae) Bulliarda DC.[1]

Especies
- (Crassulaceae) Sedum bulliardi E.H.L.Krause ex Boreau[2]

- La abreviatura «Bull.» se emplea para indicar a Pierre Bulliard como autoridad en la descripción y clasificación científica de los vegetales.[3]